# Crashdiet
Crashdiet (часто пишется как Crashdïet) — глэм-метал группа из Стокгольма, Швеция. Ею выпущено 5 альбомов: «Rest in Sleaze» в 2005, «The Unattractive Revolution» в 2007, «Generation Wild» в 2010, «Savage Playground» в 2013 и «Rust» в 2019.

## История

### Ранние годы (2000—2005)
Первоначально группа образовалась в 2000 году. Под влиянием Kiss, Guns N' Roses, Mötley Crüe, Skid Row и Hanoi Rocks, Crashdïet стала культовой фигурой, выпустив свои первые демо-альбомы, некоторые из которых были выложены для скачивания на официальном веб-сайте. В 2002 году группа раскололась и вокалист Дейв Лепард реорганизовал группу с членами текущего состава, в то время как прежние участники стали играть в Repugnant and SubVision. В 2003 году Crashdiet выпустила свой первый мини-альбом, которого было отпечатано лишь 500 экземпляров.

### Rest in Sleaze (2005—2006)
В 2005 году группа выпустила свой дебютный альбом «Rest in Sleaze» и осенью 2005 года совершила тур по Швеции в поддержку альбома. Альбом был хорошо принят, хотя они и не были известны за пределами своей страны. Группа выступила на Download Festival в Великобритании в 2005 году в поддержку альбома.
С их дебютного альбома «Rest in Sleaze» было выпущено 4 сингла, включая «Riot in Everyone», «Breakin' the Chainz», «Knokk 'Em Down» и «It’s a Miracle».

## Самоубийство вокалиста в 2006
20 января 2006 года вокалист Дейв Лепард в возрасте 25 лет после приступа депрессии совершил самоубийство, скрывшись от своих друзей и семьи. После смерти Лепарда группа сделала заявление на своих веб-сайтах:
Мы хотели бы продолжать наследие Crashdïet, которое хранило бы память Дэйва долгое-долгое время...
Было бы стыдом НЕ распространить его слова по всему миру и пусть все знают, как должна звучать настоящая музыка!

## Состав
- Мартин Свит — ведущий гитарист (2002—2006, 2007-настоящее время)
- Питер Лондон — бас-гитара (2002—2006, 2007-настоящее время)
- Эрик Янг — ударные (2002—2006, 2007-настоящее время)
- Габриэль Кейс — ведущий вокалист (2017- настоящее время)

### Бывшие члены
- Саймон Круз — ведущий вокалист (2009—2015)
- Оливер Твистед — ведущий вокалист (2007—2008)
- Дейв Лепард — ведущий вокалист, гитара (2000—2006) †
- Мэри Гур (настоящее имя Тобиас Форге) — гитара (2000—2002)
- Том Бонс — ударные (2000—2002)
- Мэйс Келли — басы (2000—2002)

## Дискография
| Год  | Название                      | Лейбл             |
| ---- | ----------------------------- | ----------------- |
| 2005 | «Rest in Sleaze»*             | Universal Music   |
| 2007 | «The Unattractive Revolution» | Universal Music   |
| 2010 | «Generation Wild»             | Gain Records      |
| 2013 | «The Savage Playground»       | Frontiers Records |
| 2019 | «Rust»                        | Frontier Records  |
| 2022 | «Automaton»                   | Crusader Records  |

* Японский релиз включал эксклюзивный видео-футаж